# 品都斯山 (火星)
品都斯山（Pindus Mons）是火星上一座坐落在滕比高地上的山丘，直径约17公里（11英里），峰高1140米（3740英尺），1991年，该名称被国际天文学联合会批准接受。

## 另请查看
- 火星山脉列表